# Ivan Čvorović
Ivan Čvorović (in serbo Ивaн Чвopoвић?, in bulgaro Иван Чворович?; Belgrado, 21 settembre 1985) è un ex calciatore serbo naturalizzato bulgaro, di ruolo portiere.
Essendo residente in Bulgaria da oltre cinque anni, nel 2012 ha acquisito la cittadinanza bulgara e il 26 maggio di quell'anno ha esordito con la nazionale bulgara nell'amichevole contro i Paesi Bassi, subentrando nel secondo tempo a Stoyan Kolev.

## Palmarès

### Club

#### Competizioni nazionali
- Campionato bulgaro: 3

Ludogorets: 2012-2013, 2013-2014, 2014-2015
- Coppa di Bulgaria: 1

Ludogorets: 2013-2014
- Supercoppa di Bulgaria: 2

Ludogorets: 2012, 2014